# Haru e Natsu: As cartas que não chegaram
Haru e Natsu (br: Haru e Natsu - As cartas que não chegaram ja:ハルとナツ 届かなかった手紙<Haru to Natsu todokanakatta tegami>) é uma minissérie nipo-brasileira produzida pela emissora de televisão japonesa NHK transmitida no Brasil em oito episódios pela Rede Bandeirantes entre 25 de fevereiro e 7 de março de 2008.
Foi produzida em 2005 em comemoração aos 80 anos da primeira transmissão da NHK; no entanto, só foi transmitida no Brasil em 2008, ano em que se comemora o centenário da imigração japonesa no Brasil.

## Enredo
Haru e Natsu reproduz o drama vivido por muitas famílias separadas pela imigração: Haru Takakura, a irmã mais velha, cumpre o destino de milhares de japoneses que vieram ao Brasil em busca de uma vida melhor. Trabalha em plantações de café e se habitua ao cotidiano das colônias. Mas apesar das privações no país distante de sua terra natal, se mantém rodeada pela família.
Enquanto isso no Japão, a solitária Natsu enfrenta as privações da guerra, presencia a reconstrução de seu país e vive a fase de crescimento econômico, se transformando em empresária de sucesso. Houve uma tentativa de contato. Por vários anos as irmãs escrevem cartas que nunca chegaram ao seu destino final, selando de vez a separação. Setenta anos depois, Haru finalmente consegue dinheiro para voltar ao Japão e tenta uma difícil reaproximação com sua irmã.
O filme mostra também a exploração de alguns fazendeiros que faziam contratos  com os emigrantes, "colonos", segurando-os em dívidas por fornecimento de alimentos nas famosas vendinhas existente  nas fazendas.

## Elenco
- Mitsuko Mori - Takakura Haru
- Yoko Nogiwa - Yamabe Natsu
- Tsubasa Imai - Takakura Yamato
- Ken Nishida - Yamabe Akihiko
- Pinko Izumi - Nakahara Misa
- Akiko Nomura - Nakahara Ine
- Kenichi Yajima - Ooda
- Ryoko Yonekura - Takakura Haru
- Yukie Nakama - Takakura (Yamabe) Natsu
- Takehiro Murata - Takakura Chuji
- Haruka Sugata - Takakura Shizu
- Yoshinori Okada - Nakayama Ryuta
- Maya Hasegawa - Nakayama Sachi
- Kenji Kohashi - Nakauchi Kinta
- Nao Oomori - George Harada
- Reiko Mizumachi - Takakura Kiyo
- Kazutoyo Yoshimi - Takakura Yozo
- Masahiro Takashima - Yamashita Takuya
- Ryo Ishibashi - Commander Unno
- Saori Yuki - Nakayama Toki
- Akira Emoto - Nakayama Kotaro
- Yosuke Saitou - Yamashita Heizo
- Misako Watanabe - Takakura Nobu
- Toshie Negishi - Takakura Kane
- Ryosei Tayama - Takakura Yosaku
- Mirai Shida - Takakura Natsu
- Nana Saitou - Takakura Haru
- Hisashi Igawa - Tokuji
- Kazuki Kitamura - Yamabe Yasuo